# Tomoaki Matsukawa
Tomoaki Matsukawa (松川 友明 Matsukawa Tomoaki?, nacido el 18 de abril de 1973 en Kanagawa) es un exfutbolista japonés. Jugaba de centrocampista y su último club fue el YKK de Japón.

## Trayectoria

### Clubes
| Club               | País  | Año         |
| ------------------ | ----- | ----------- |
| Bellmare Hiratsuka | Japón | 1996 - 1999 |
| Kyoto Purple Sanga | Japón | 2000 - 2002 |
| Consadole Sapporo  | Japón | 2002        |
| YKK                | Japón | 2003        |